# Дак (приток Теннесси)

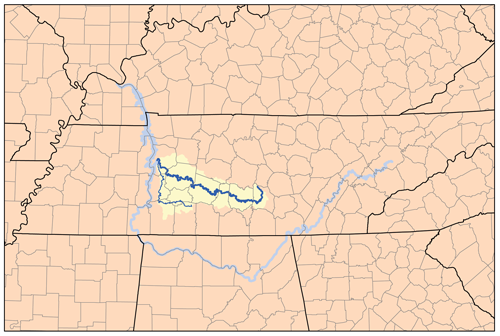

Дак (англ. Duck River, с англ. — «утиная река») — река в Соединённых Штатах Америки. Длина реки — 457 км. Приток реки Теннесси (бассейн Миссисипи).
Река Дак начинается в холмистом районе в среднем Теннесси. Является самой длинной рекой штата Теннесси из тех, что протекают только в этом штате. Течёт в западном направлении.
В «утиной» реке обитают более 50 видов пресноводных двустворок, рыб насчитывается 151 вид, что делает её одной из самых биологически разнообразных рек Северной Америки.
Здесь в 2012 году была обнаружена рыба Etheostoma obama, названная в честь 44-го президента США Барака Обамы.
На реке расположены города Колумбия, Шелбивилл, Сентервилл.